# Гребля Фум-ель-Гейс
Гребля Фум-ель-Гейс (Foum El Gueiss) – гідротехнічна споруда на півночі Алжиру.
Греблю спорудили у 1932 – 1936 роках (заповнення водою припало на 1938 – 1938 роки) в горах Оран на уеді Ель-Гейс, що належить до безстічного басейну міжгірської котловини, в найнижчій частині якої лежить озеро Guerrah Et Tarf. Водозбірний басейн вище від споруди складає біля 156 км2, а її призначенням є водопостачання та іригація.
В межах проекту долину уеду перекрили кам’яно-накидною греблею з бетонним облицюванням, яка утворила водосховище об’ємом 2,5 млн м3. Через замулення останній показник швидко зменшувався, тому в 1969-му здійснили підвищення споруди, що дало додатково 0,9 млн м3 об’єму сховища. 
Висота греблі зазначається у джерелах як 23 метра. Наразі її загальна довжина становить біля трьох з половиною сотень метрів, з яких понад третина припадає на бетонну стінку, що продовжує праворуч кам’яно-накидну ділянку.
Станом на 2005-й вільними від наносів залишались лише 45 тис м3, тому удруге провели комплекс робіт з підвищення за рахунок монтажу збірних елементів висотою 1,1 метра. Це додало 0,6 млн м3 об’єму та дозволило забезпечити мінімальну глибину для роботи земснаряду, який мав видалити певний обсяг намулу. 
В 2020-му оголосили, що об’єм сховища схоротився до 45 тис м3, а тому буде запущений новий дворічний проект по вибірці намулу.